# Широкоухий складчатогуб
Широкоухий складчатогуб (лат. Tadarida teniotis) — вид летучих мышей семейства складчатогубых.

## Описание
Широкоухий складчатогуб длиной от 81 до 92 мм, длина хвоста составляет от 48 до 56 мм, длина крыльев — 57—65 мм, вес — от 25 до 50 г. Мех животных очень короткий и мягкий, от коричневато-серого до дымчато-чёрного цвета, на брюхе немного светлее. Уши, морда и кожная перепонка от чёрного до чёрно-серого цвета. Молодые животные окрашены светлее чем взрослые особи. Запах животных напоминает смесь лаванды и мускуса.

## Распространение
Область распространения вида охватывает южную Европу от Пиренейского полуострова через юг Франции, Италию и Балканский полуостров до Турции и оттуда дальше до Аравийского полуострова. Кроме того, он обитает на североафриканском побережье Средиземного моря от Марокко до Египта и на большинстве островов Средиземного моря.
На территории России добывался на Северном Кавказе в окрестностях Кисловодска, на основании чего включен в фауны страны. Известен из Нагорного Карабаха, откуда из Шуши описан отдельный подвид Tadarida teniotis cinerea. Был добыт в Узбекистане (окрестности Бухары), в Таджикистане (г. Душанбе, хребет Баба-таг) и Киргизии (окрестности города Ош). К середине 1980-х в южном Казахстане было всего 4 находки: в верховьях реки Пскем один зверёк был обнаружен М. Н. Кореловым в желудке серой неясыти, дважды этот вид ловили на перевале Чокпак на стыке Таласского Алатау и Каратау, также он был пойман в пещере Ак-Мечеть в 100 км севернее Чимкента
Летучую мышь можно встретить, прежде всего, в гористых ландшафтах и прибрежных скалах. Наивысшая точка местообитания находится на перевале Коль-де-Бретоле во французских Альпах на высоте 1923 м. Летом животные обитают в расщелинах скал, пещерах или в расщелинах кладки в зданиях. Зимой — в пещерах и расщелинах скал.

## Образ жизни
Колонии насчитывают от 5 до 100 особей, хотя были зарегистрированы колонии численностью до 300—400 животных. Обычно животные питаются насекомыми на высоте от 10 до 50 м над землёй.